# 方家営駅
方家営駅（ほうかえいえき）は、中華人民共和国江蘇省南京市鼓楼区にある、南京地下鉄5号線の駅である。

## 駅名
事業着手当初は南京地下鉄集団は「方家営駅」の仮称を用いており、2019年月日に「方家営駅」を駅名として第一次公示された 、2020年1月15日に駅名が「方家営駅」に決定したことが発表された。

## 駅構造

### のりば
| 番線 | 路線            | 方面                  | 行先            |
| ---- | --------------- | --------------------- | --------------- |
|      | 南京地下鉄5号線 | 方家営 方面           | 方家営 行き     |
|      | 南京地下鉄5号線 | 吉印大道・東善橋 方面 | 江蘇軟件園 行き |

## 隣の駅
南京地下鉄
■5号線
■ - 方家営駅 - 南京西駅